# Хавијер Перез де Куељар
Хавијер Перез де Куљеар Гера (шп. Javier Pérez de Cuéllar Guerra; Лима, 19. јануар 1920 — Лима, 4. март 2020) био је перуански политичар и пети по реду генерални секретар Уједињених нација у периоду од 1982. до 1991. у два мандата. Био је адвокат, а од 1944. ради и у Министарству иностраних послова Перуа. Током дипломатске каријере служио је у многим земљама, између осталог био је и амбасадор у Москви. 1971. је изабран за амбасадора Перуа у Уједињеним нацијама.
Године 1995, је изгубио трку за председника Перуа против Алберта Фухиморија. Био је председник Савета министара Перуа, као и министар спољних послова од новембра 2000. до јула 2001, током немирног периода након оставке Фухиморија због оптужби око корупције.
Године 2004, је постављен за амбасадора у Француској, где борави сада.
Био је и професор на Универзитету Лима, а аутор је и бројних научних радова и уџбеника.

## Дипломатска каријера
Перез де Куљеар је ступио у перуанско министарство иностраних послова 1940, а у дипломатску службу 1944, служећи после као секретар перуанске амбасаде у Француској, Уједињеном Краљевству, Боливији и Бразилу. Касније је служио као амбасадор Перуа у Швајцарској, Совјетском Савезу, Пољској и Венецуели.
Био је члан перуанске делегације на првој седници Генералне скупштине УН и члан делегација од 25. до 30. заседања Генералне скупштине. 1971 је именован сталним представником Перуа у Уједињеним нацијама и предводио је делегације своје земље на свим седницама до 1975.
Године 1973, и 1974. је представљао своју земљу у Савету безбедности, служећи као председник Савета безбедности током догађаја на Кипру. 18. септембар је именован за Специјалног представника Генералног секретара на Кипру и то место је држао до децембра 1977. када се вратио у службу иностраних послова Перуа.
Дана 27. фебруара 1979, је именован за под-секретара Генералног секретара за специјална политичка питања. Од априла 1981, док је још увек држао то место, деловао је као лични представник Генералног секретара током рата у Авганистану. У овом својству је посетио Пакистан и Авганистан у априлу и августу те године да би наставио преговоре које је започео Генерални секретар неколико месеци раније.

## Генерални секретар
Дана 31. децембра 1981. године, Перез де Куељар је наследио Курта Валдхајма на месту Генералног секретара и поново је изабран у октобру 1986. године. Током ова два рока, посредовао је између Велике Британије и Аргентине поводом Фолкландског рата и промовисао је напоре Групе Контрадора да би се успоставио мир у централној Америци. Такође је посредовао у преговорима око независности Намибије, око сукоба у Западној Сахари између Марока и Полисарио фронта и око питања Кипра. Његов други мандат се окончао 1992. године.